# Никитский уезд
Никитский уезд — уезд в составе Московской губернии, существовавший в 1781—1796 гг. Административный центр — город Никитск.
Уезд существовал с момента официального создания Московской губернии в 1781 году, когда в границах Московской провинции организовалась новая Московская губерния в составе 15 уездов, включая Никитский уезд.
Никитский уезд граничил на западе с ранним Подольским уездом, на севере с Московским уездом, на востоке с ранним Бронницким уездом и немного с ранним Коломенским уездом, на юге с ранним Серпуховским уездом.
Во времена Павла I Никитский уезд был упразднен. Александр I его восстанавливать не стал, поделив между Подольским и Бронницким уездами.
После упразднения уезда город Никитск потерял статус города и стал называться селом Колычёво. C 1697 года в селе существует каменная церковь Воскресения словущего. Сейчас эта местность находится к юго-востоку от МКАД.

## Уездные предводители дворянства
| Время службы | Имя                          | Титул, чин, звание |
| ------------ | ---------------------------- | ------------------ |
| 1782—1785    | Матюшкин Дмитрий Михайлович  | граф, камергер     |
| 1785—1788    | Гагарин Иван Сергеевич       | флота капитан      |
| 1788—1791    | Лопухин Адриан Адрианович    | статский советник  |
| 1791—1794    | Полуектов Владимир Борисович | бригадир           |
| 1794—1797    | Лопухин Илья Иванович        | секунд-майор       |